# Dendrelaphis schokari
Espèce
Synonymes
- Dipsas schokari Kuhl, 1820
- Dendrophis helena Werner, 1893

Dendrelaphis schokari est une espèce de serpents de la famille des Colubridae.

## Répartition
Cette espèce se rencontre au Sri Lanka et dans les Ghâts occidentaux en Inde.

## Description

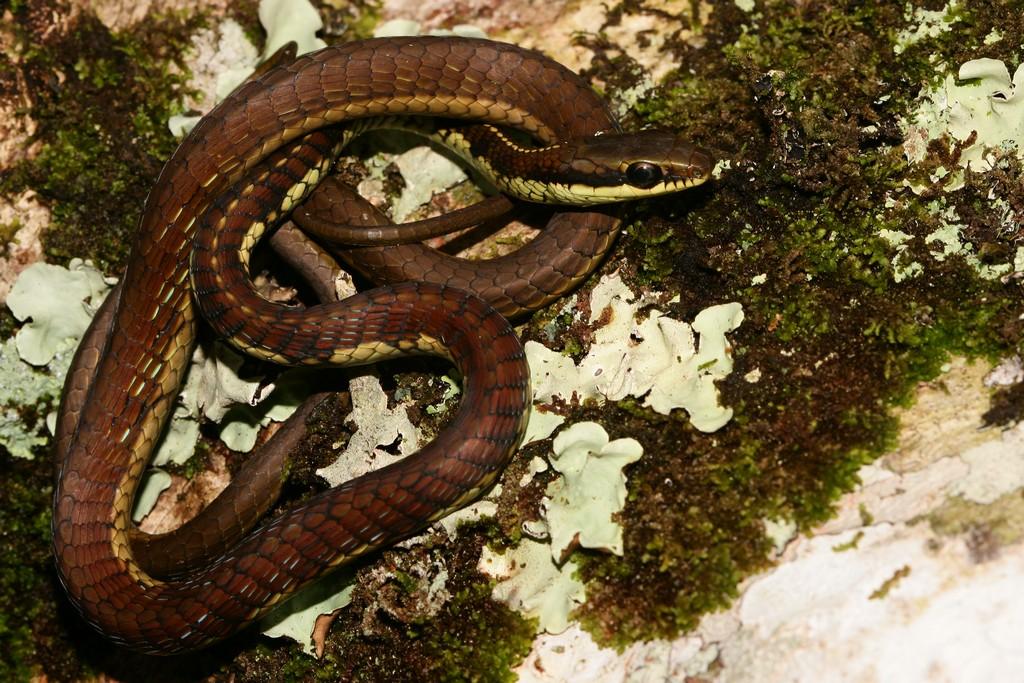

Dendrelaphis schokari est un serpent arboricole diurne. Il peut mesurer jusqu'à 119 cm.

## Publication originale
- Kuhl, 1820 : Beiträge zur Zoologie und vergleichenden Anatomie, p. 1-152 (texte intégral).